# Liste der Kulturdenkmäler in Breitenthal (Hunsrück)
In der Liste der Kulturdenkmäler in Breitenthal sind alle Kulturdenkmäler der rheinland-pfälzischen Ortsgemeinde Breitenthal aufgeführt. Grundlage ist die Denkmalliste des Landes Rheinland-Pfalz (Stand: 12. Juni 2023).

## Einzeldenkmäler
| Bezeichnung | Lage                       | Baujahr | Beschreibung                                                                                 | Bild |
| ----------- | -------------------------- | ------- | -------------------------------------------------------------------------------------------- | ---- |
| Hofanlage   | Oldenburger Straße 9 Lage  | 1856    | Wohnhaus bezeichnet 1856, Überformung am Anfang des 20. Jahrhunderts                         | BW   |
| Hofanlage   | Oldenburger Straße 10 Lage | 1832    | Streuhof; Wohnhaus, teilweise Fachwerk, bezeichnet 1832, im Kern wohl älter, Fachwerkscheune | BW   |